# Jan Guillou
Jan Oscar Sverre Lucien Henri Guillou (Södertälje, 17 januari 1944) is een Zweedse auteur en journalist. Hij verwierf internationaal het meeste succes met de spionagereeks Coq Rouge met als protagonist de door hem bedachte spion Carl Hamilton. Daarnaast schreef hij nog een trilogie over de tempelier Arn Magnusson.
Guillou verwierf bekendheid na zijn onthullingen rondom een schandaal van de Zweedse inlichtingendienst in 1973 waarvoor hij veroordeeld werd tot 10 maanden gevangenschap.
Tegenwoordig is hij ook commentator, bijvoorbeeld over de conflicten in het Midden-Oosten en over binnenlandse onderwerpen. Hij houdt er controversiële ideeën op na over feminisme en homoseksualiteit. Over het laatste heeft hij gezegd: "Homoseksualiteit is eerder een modieus verschijnsel dan iets dat iemand is aangeboren. Het is iets dat in de geschiedenis telkens is opgekomen en weer verdwenen", en: "Homoseksualiteit bestond niet in de 17e eeuw".
Samen met collega-journalist/schrijfster Liza Marklund en uitgeefster Ann-Marie Skarp richtte Guillou uitgeverij Pirat förlaget op. Pirat is inmiddels uitgegroeid tot een belangrijke uitgeverij in Zweden.

## Romans

### Coq Rouge
In 1986 publiceerde hij een roman over de fictieve militaire spion Carl Hamilton, met een links politieke achtergrond. Hij heeft een vergelijkbare training ondergaan als de Amerikaanse Navy SEALs. Een van zijn superieuren gaf hem de bijnaam Coq Rouge, toen hij tijdelijk gedetacheerd was bij de Zweedse Veiligheidspolitie (Säkerhetspolisen, SÄPO). De reeks zou uiteindelijk uit 11 delen bestaan, waarvan er vijf in het Nederlands zijn vertaald.
- Coq Rouge: Berättelsen om en Svensk spion (Coq Rouge),1986
- Den demokratiske terroristen, 1987
- I nationens intresse, 1988
- Fiendens fiende (De vijand van de vijand), 1989
- Den hedervärde mördaren, 1990
- Vendetta (Vendetta), 1991
- Ingen mans land (Niemandsland: Russische kernwapens op de zwarte markt), 1992
- Den enda segern (De uiteindelijke overwinning), 1993
- I hennes majestäts tjänst, 1994
- En medborgare höjd över varje misstanke, 1995
- Hamlon - en skiss till en möjlig fortsättning, 1995
- Madame Terror, 2006
- Men inte om det gäller din dotter, 2008

### Arn Magnusson
Nadat Guillou de succesreeks Coq Rogue met hoofdpersonage Carl Hamilton had geschreven, begon hij aan een trilogie over Arn Magnusson, een fictionele figuur uit de Zweedse middeleeuwen die door een samenloop van omstandigheden noodgedwongen tot tempelier wordt opgeleid.
De trilogie bestaat uit de volgende boeken:
- Vägen till Jerusalem ("De weg naar Jeruzalem"), 1998
- Tempelriddaren ("De tempelier"), 1999
- Riket vid vägens slut ("Het rijk aan het einde van de weg"), 2000

Er is bovendien een losstaande roman over Birger Magnusson, de kleinzoon van Arn:
- Arvet efter Arn ("De erfenis van Arn"), 2001

De trilogie is enorm populair in de Scandinavische landen, mede door de verfilmingen van het boek, Arn – The Knight Templar uit 2007 en Arn – The Kingdom at Road's End uit 2008.
Deze boekenserie is ook in het Nederlands uitgebracht.

## De grote eeuw
In 2011 verscheen het eerste deel in de serie De grote eeuw, aangekondigd onder de noemer drie broers, twee oorlogen, één eeuw':
Deel een is vertaald door Bart Kraamer en is in 2012 uitgegeven door Prometheus: 
- Brobyggarna (Bruggenbouwers), 2011

Deel twee is vertaald door Bart Kraamer en is in 2013 uitgegeven door Prometheus: 
- Det stora århundradet ; (Dandy uit het noorden), 2012

Deel drie is wederom vertaald door Bart Kraamer en is in 2014 uitgegeven door Prometheus:
- Mellan Rött och svart ; (Tussen rood en zwart), 2013

Deel vier is vertaald uit het Zweeds door Bart Kraamer en is in 2015 uitgegeven door Prometheus:
- Att inte vilja se ; (De kop in het zand), 2014

Deel vijf is vertaald uit het Zweeds door Bart Kraamer en is in 2016 uitgegeven door Prometheus:
- Blå stjärnan ; (Blauwe ster), 2015

Deel zes is vertaald uit het Zweeds door Bart Kraamer en is in 2017 uitgegeven door Prometheus:
- Äkta amerikanska jeans ; (Echte Amerikaanse jeans), 2017

Deel zeven is vertaald uit het Zweeds door Bart Kraamer en is in 2018 uitgegeven door Prometheus:
- 1968 ; (1968), 2018

Deel acht is vertaald uit het Zweeds door Bart Kraamer en is in 2019 uitgegeven door Prometheus:
- De som dödar drömmar sover aldrig ; (Zij die dromen doden slapen nooit), 2018

Deel negen is vertaald uit het Zweeds door Bart Kraamer en is in 2020 uitgegeven door Prometheus:
- Den andra dödssynden ; (De tweede doodzonde), 2019

Deel tien is vertaald uit het Zweeds door Bart Kraamer en is in 2021 uitgegeven door Prometheus:
- Slutet på historien ; (Het einde van het verhaal), 2021

- Bibsys: 90119251
- Biblioteca Nacional de España: XX961282
- Bibliothèque nationale de France: cb12178690f (data)
- CiNii: DA11869151
- Gemeinsame Normdatei: 115763511
- International Standard Name Identifier: 0000 0001 0856 1812
- Library of Congress Control Number: n80008904
- MusicBrainz: 004d783b-2849-4da8-8944-32e336a65765
- Bibliotheek van het Japanse parlement: 00513632
- Nationale Bibliotheek van Tsjechië: jo20010084635
- Nationale bibliotheek van Australië: 35685868
- Nationale Bibliotheek van Israël: 987007262121705171
- Nationale Bibliotheek van Polen: a0000001159007
- Nationale en Universitaire bibliotheek Zagreb: 000546776
- Nederlandse Thesaurus van Auteursnamen: 068959052
- Réseau des bibliothèques de Suisse occidentale: 02-A025458479
- Istituto Centrale per il Catalogo Unico: MILV267178
- LIBRIS: 188873
- Système universitaire de documentation: 030354404
- Trove: 1042241
- Virtual International Authority File: 27267656
- WorldCat: E39PBJv8GvqCtYbpkH8ydckCcP

1. ↑  Gemeinsame Normdatei; geraadpleegd op: 13 december 2014.